# 布达佩斯第二区

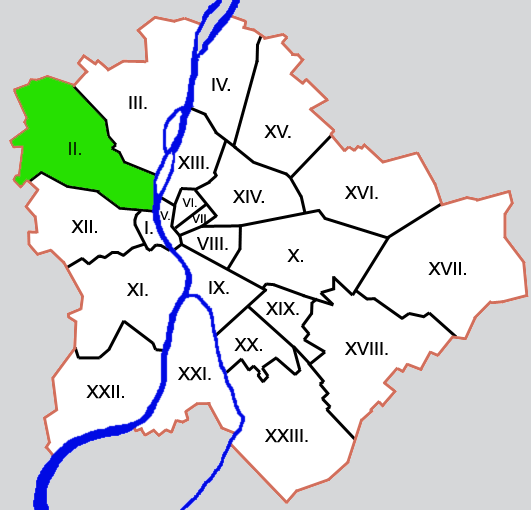
所在位置

区徽

布达佩斯第二区，是匈牙利首都布达佩斯的一个区，总面积36.34平方公里，总人口88 729，人口密度2 442人/平方公里（2009年1月1日）。